# Тобраміцин
Тобраміцин — природний антибіотик з групи аміноглікозидів III покоління для парентерального та місцевого застосування. Вироблення препарату передбачає використання продуктів життєдіяльності Streptomyces tenebrarius.

## Фармакологічні властивості
Тобраміцин — природний антибіотик з групи аміноглікозидів III покоління широкого спектра дії. Препарат має бактерицидну дію, що зумовлена порушенням синтезу білків у бактеріальних клітинах. До тобраміцину чутливі такі мікроорганізми: стафілококи, частина стрептококів, клебсієли, нейсерії, шиґели, сальмонелли, Pseudomonas spp., Escherichia coli, Proteus spp., Enterobacter spp., Haemophilus spp., Morganella morganii, Acinetobacter spp. До тобраміцину нечутливі анаеробні бактерії, хламідії, мікоплазми.

### Фармакодинаміка
Тераміцин швидко всмоктується і швидко розподіляється в організмі як після внутрішньом'язового введення, так і після внутрішньовенного введення. Максимальна концентрація в крові досягається протягом 30-60 хвилин при обох видах парентерального введення. Високі концентрації антибіотик створює в мокроті, перитонеальній та синовіальній рідині, ексудаті абсцесу. При інгаляційному застосуванні препарат створює високі концентрації у тканинах легень. Препарат погано проникає через гематоенцефалічний бар'єр. Тобраміцин проникає через плацентарний бар'єр та виділяється в грудне молоко. Тобраміцин не метаболізується в організмі, виділяється з організму переважно нирками в незміненому вигляді, частково виділяється з жовчю. Період напіввиведення препарату становить 2-4 години, при нирковій недостатності цей час може збільшуватись до 70 годин.

## Показання до застосування
Тобраміцин застосовують при інфекціях, викликаних чутливими до антибіотику мікроорганізмами: сепсисі та септицемії (у тому числі в новонароджених); інфекціях нижніх дихальних шляхів, у тому числі при муковісцидозі (із більшою ефективністю — при інгаляційному застосуванні), емпіємі плеври, пневмоніях, абсцесі легень; менінгіті; інфекціях шкіри та кісток (у тому числі остеомієліті та інфікованих опіках); інфекціях черевної порожнини (в тому числі перитоніт) та післяопераційні інфекції, інфекції сечовивідних шляхів, місцево — поверхневі бактеріальні інфекції ока.

## Побічна дія
При застосуванні тобраміцину можливі наступні побічні ефекти:
- Алергічні реакції — висипання на шкірі, свербіж шкіри, гарячка, гіперемія шкіри, набряк Квінке, анафілактичний шок — спостерігаються нечасто.[4]
- З боку травної системи — нечасто нудота, блювання, діарея, псевдомембранозний коліт, кандидоз ротової порожнини.
- З боку нервової системи — частіше спостерігаються при тривалому застосуванні та при попередньому застосуванні інших аміноглікозидів, у осіб похилого віку, порушенні функції нирок, попередньому застосуванні діуретиків, високому рівні препарату в крові та дегідратації.[5] Серед побічних ефектів частіше спостерігаються головний біль, парестезії, запаморочення, шум у вухах, ураження VIII пари черепно-мозкових нервів з імовірністю розвитку часткової або повної глухоти, судоми, сонливість. Згідно з клінічними дослідженнями, рівень кохлеарної токсичності при застосуванні тобраміцину є помірним.[6] За тривалими спостереженнями, тобраміцин є одним із найменш токсичних антибіотиків по дії на орган слуху та вестибулярний апарат.[5]
- З боку сечовидільної системи — рідко спостерігається ниркова недостатність, олігурія. Ці побічні ефекти відбуваються рідше, ніж при застосуванні інших препаратів групи аміноглікозидів[7] та є у більшості випадків зворотнім явищем. Згідно з даними тривалих спостережень, тобраміцин має нефротоксичну дію, яка поступається кільком препаратам групи аміноглікозидів, при аналізі екскреції аланінамінопептидази, що є маркером ураження нирок, нефротоксичність тобраміцину є помірною.[5]
- Зміни в лабораторних аналізах — спостерігаються еозинофілія, анемія, лейкопенія, лейкоцитоз, гранулоцитопенія, тромбоцитопенія, протеїнурія, циліндрурія, підвищення рівня креатиніну і сечовини в крові, підвищення рівня білірубіну в крові, підвищення активності амінотрансфераз та лактатдегідрогенази, гіпокальціємія, гіпонатріємія, гіпомагніємія.

При інгаляційному застосуванні часто спостерігаються кашель (до 48,4 %), загострення хронічних хвороб органів дихання (до 33,8 %), задишка та гарячка (до 15,6 %), дисфоннія (до 13,6 %) та біль у горлі (до 11 %), але побічні явища спостерігались переважно під час першого курсу лікування препаратом та рідко ставали причиною відмови від продовження застосування тобраміцину.

## Протипокази
Тобраміцин протипоказаний при підвищеній чутливості до аміноглікозидів, ботулізмі, міастенії, паркінсонізмі, ураженнях VIII пари черепно-мозкових нервів, печінковій та нирковій недостатності, вагітності та годуванні грудьми.

## Форми випуску
Тобраміцин випускається у вигляді ампул по 1 та 2 мл 1 % та 4 % розчину; порошку в флаконах для ін'єкцій по 0,04 та 0,08 г; 0,1 % очної мазі по 3,5 г; очних крапель по 5 мл 3 % розчину; а також у вигляді капсул для інгаляційного застосування по 28 мг.